# Robert Huttenback
Robert Arthur Huttenback (geboren als Robert Huttenbach 8. März 1928 in Frankfurt am Main; gestorben 10. Juni 2012 in Camarillo) war ein US-amerikanischer Historiker.

## Leben
Robert Huttenbach war ein Sohn des Geschäftsmannes Otto Heinrich Huttenbach und der Musikerin Dorothy Marcuse. Die jüdische Familie floh 1933 nach Italien, 1934 nach England und gelangte 1939 in die USA, die Heimat seiner Mutter. Huttenback machte 1951 einen Bachelor of Arts an der University of California at Los Angeles (UCLA) und wurde Soldat der US Army, in der er im Koreakrieg zum First Lieutenant befördert wurde. Huttenback nahm 1956/57 an einem Postgradiertenprogramm an der School of Oriental and African Studies in London teil und wurde 1959 an der UCLA promoviert.
Huttenback lehrte ab 1958 Geschichte am California Institute of Technology, Pasadena, wurde dort 1966 zum Professor ernannt und war dort auch Studentendekan. Im Jahr 1977 wechselte er als Chancellor an die University of California, Santa Barbara. Wegen finanzieller Unregelmäßigkeiten in seiner Amtsführung wurde er 1986 entlassen. In ihrem Nachruf betonten 2012 die Physiker James Hartle, Walter Kohn, Douglas Scalapino und Robert Sugar seine Rolle als Organisator des von der National Science Foundation (NSF) 1979 in Santa Barbara gegründeten Instituts für Theoretische Physik.

## Schriften (Auswahl)
- British relations with Sind: 1799–1843; an anatomy of imperialism. Berkeley: Univ. of California Press, 1962
- Margaret W. Fisher, Leo E. Rose, Robert A. Huttenback: Himalayan Battleground: Sino-Indian Rivalry in Ladakh. London: Pall Mall Press, 1963
- The British Imperial Experience. 1966
- Gandhi in South Africa: British imperialism and the Indian question, 1860–1914. Ithaca: Cornell University Press, 1971
- Racism and Empire: White Settlers and Colored Immigrants in the British Self-Governing Colonies, 1830–1910. 1976
- Edwin Davis Lance, Robert A. Huttenback: Mammon and the Pursuit of Empire: The Political Economy of British Imperialism, 1860–1912. Cambridge: Cambridge University Press, 1986
- Kashmir and the British Raj : 1847–1947. Oxford: Oxford Univ. Press, 2004